# Ali Sami Yen
Ali Sami Yen (nacido Ali Sami Frashëri; Estambul, 20 de mayo de 1886 - Berat, 29 de julio de 1951) fue el fundador del Galatasaray Spor Kulübü, club deportivo turco que presidió desde su creación en 1905 hasta 1918, y de manera puntual en 1925.

## Biografía
Su nombre de nacimiento era Ali Sami Frashëri y su padre fue Sami Frashëri, uno de los escritores y filósofos más reconocidos de Albania. Cursó estudios superiores en el Liceo de Galatasaray de Constantinopla -actual Estambul-. Durante su etapa académica, convenció a sus compañeros para crear el primer club de fútbol integrado únicamente por futbolistas de origen turco, el Galatarasay. El nuevo equipo se inscribió en la Liga de Estambul, formada por entidades con jugadores extranjeros de origen inglés y griego, y se proclamó campeón en la temporada 1908/09.
Fue el presidente del equipo de fútbol desde su creación hasta 1918. Después fue miembro de los altos estamentos deportivos de Turquía, donde ayudó al desarrollo de deportes como el baloncesto o el voleibol. Regresó de forma puntual a la presidencia del Galatasaray en 1925, y desde 1926 hasta 1931 ejerció como presidente del Comité Olímpico de Turquía. Además, también fue el primer entrenador de la selección de fútbol de Turquía en su primer partido internacional, disputado en 1923 frente a Rumanía.
Ali Sami Yen falleció a los 64 años y su velatorio tuvo lugar en la sede social del Galatasaray. En reconocimiento a su labor, la institución dio su nombre a su campo de fútbol, que permaneció abierto desde 1954 hasta 2011.